# Koala géant
Phascolarctos stirtoni
Espèce
Le Koala géant (Phascolarctos stirtoni) est une espèce éteinte de mammifères marsupiaux qui vivait en Australie à la fin du Pléistocène. 

## Description
Phascolarctos stirtoni était environ un tiers plus grand que l'actuel koala et son poids est estimé à 13 kg (ce qui correspond au poids d'un koala actuel de grande taille). Bien que considéré comme faisant partie de la Mégafaune australienne, sa masse corporelle l'exclut de la plupart des définitions de la mégafaune. Il est mieux décrit comme un koala plus robuste, plutôt que d'un « géant », tandis qu'un certain nombre d'animaux de le mégafaune australienne, comme Diprotodon et Procoptodon, sont sans ambiguïté des animaux géants.
Les deux espèces de koalas ont coexisté au cours du Pléistocène, occupant la même niche arboricole. La raison de l'extinction du plus grand des deux il y a environ 50 000 ans est inconnue.

## Publication originale
- (en) Alan Bartholomai, « The fossil vertebrate fauna from Pleistocene deposits at Cement Mills, Gore, southeastern Queensland », Memoirs of the Queensland Museum, Brisbane, vol. 18, no 1,‎ 1977, p. 41-51 (ISSN 0079-8835, lire en ligne, consulté le 10 janvier 2021).